# جورج إم. كول
جورج إم. كول (بالإنجليزية: George M. Cole)‏ هو عسكري أمريكي، ولد في 20 أغسطس 1853 في بورتسموث في المملكة المتحدة، وتوفي في 23 نوفمبر 1933 في West Hartford, Connecticut ‏ في الولايات المتحدة.